# 야마카와 키쿠에

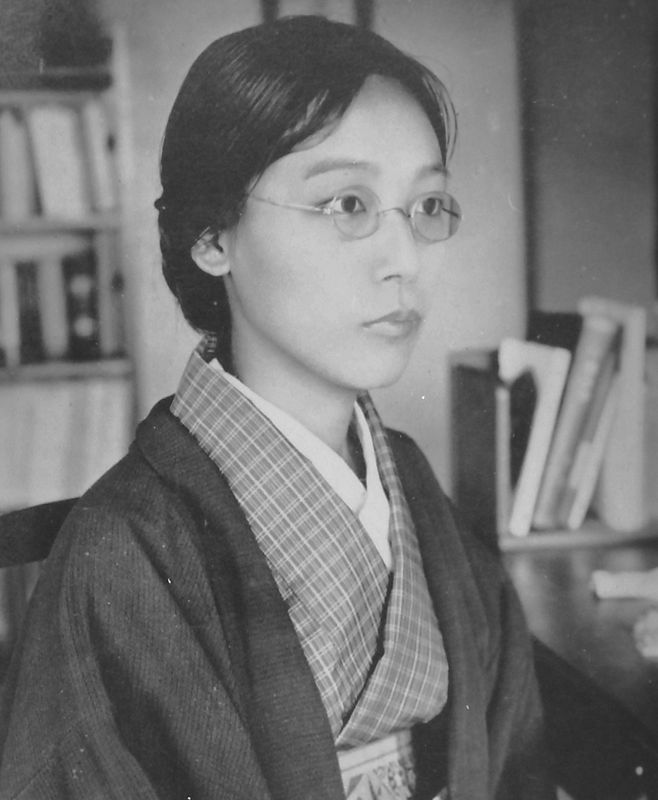

야마카와 키쿠에(일본어: 山川 菊栄: 1890년 11월 3일 - 1980년 11월 2일)는 일본의 수필가, 사회주의 운동가, 여성해방운동가다.
동경에서 개명된 무가의 여식으로 태어나 1912년 여성영학숙(츠다주쿠대학의 전신)을 졸업했다. 1916년 야마카와 히토시와 결혼했다.
전전시대에 키쿠에는 적란회를 비롯한 사회주의 여성단체의 설립회원으로서 일본 여성주의의 전개에 지대하게 기여했다. 그녀는 자유주의적 여성주의 진영을 “부르주아 부인들의 자선도락”이라고 맹공하는 한편, 사회주의 조직의 남성중심성 역시 비판했다.
제2차 세계대전 종전 이후인 1947년 노동성 초대 부인소년국장으로 취임하여 1951년까지 재직했다.